# Nupserha thibetana
Nupserha thibetana är en skalbaggsart som beskrevs av Stefan von Breuning 1948. Nupserha thibetana ingår i släktet Nupserha och familjen långhorningar. Inga underarter finns listade i Catalogue of Life.